# Hadres
Hadres ist eine Marktgemeinde mit 1699 Einwohnern (Stand 1. Jänner 2025) im Bezirk Hollabrunn in Niederösterreich.

## Geografie
Der Weinort Hadres liegt im Pulkautal im niederösterreichischen Weinviertel. Das Tal liegt in einer Seehöhe von rund 200 Meter über dem Meer. Nach Süden steigt das Gemeindegebiet zum Locatelliwald und zum Melker Wald an, die höchste Erhebung ist der Steinberg mit 360 Meter. Nach Norden steigt das Land auf 270 Meter an.
Die Fläche der Marktgemeinde umfasst 34,47 Quadratkilometer. Davon sind 59 Prozent landwirtschaftliche Nutzfläche, 24 Prozent Weingärten und 9 Prozent sind bewaldet (Stand 2020).
In Hadres befindet sich mit einer Länge von 1,6 Kilometer die längste baulich geschlossene Kellergasse Europas, die nördlich der Pulkau auf den Schatzberg verläuft und 2002 als Motiv für eine österreichische 58-Cent-Briefmarke verwendet wurde.

### Gemeindegliederung
Das Gemeindegebiet umfasst folgende drei Ortschaften (in Klammern Einwohnerzahl Stand 1. Jänner 2025):
- Hadres  (679)
- Obritz (564)
- Untermarkersdorf  (456)

Die Gemeinde gehört zur Kleinregion Pulkautal und besteht aus den Katastralgemeinden Hadres, Obritz und Untermarkersdorf.

### Nachbargemeinden
| Dyjákovičky (Klein Tajax, Tschechien) | Vrbovec (Urbau, Tschechien)                 | Strachotice (Rausenbruck, Tschechien) |
| Alberndorf im Pulkautal               | Kompassrose, die auf Nachbargemeinden zeigt | Seefeld-Kadolz                        |
|                                       | Wullersdorf                                 | Mailberg                              |

## Geschichte
Im Zuge der babenbergischen Sicherung des Grenzsaumes im Pulkautal nach 1050 siedelte sich ein Gefolgsmann Gottschalk in Form einer „Althufe“ an. Sekundär entwickelte sich der Name Haederichsdorf, da der Hof im Besitz der „Haderiche“ (Herren von Schwarzenburg-Nöstach) stand. Im Spätmittelalter entwickelte sich durch Zusiedlungen ein Dorf. Ab dem Spätmittelalter waren die Besitzverhältnisse stark zersplittert. Zahlreiche Adelsgeschlechter waren in dem Weinort begütert, sodass 1590 die 77 Häuser des Ortes auf 12 Grundherrschaften aufgeteilt waren. 1786 wurde das Kloster Imbach aufgelöst, das auch Grundbesitz in Hadres hatte.
Laut Adressbuch von Österreich waren im Jahr 1938 in der Marktgemeinde Hadres zwei Bäcker, drei Binder, ein Brennstoffhändler, ein Dachdecker, ein Elektrizitätswerk, ein Fleischer, vier Friseure, ein Gärtner, drei Gastwirte, sechs Gemischtwarenhändler, eine Schrotgenossenschaft, eine Hebamme, ein Kaffeehaus, zwei Landesproduktehändler, ein Maurermeister, ein Sattler, zwei Schlosser, zwei Schmiede, zwei Schneider und zwei Schneiderinnen, fünf Schuster, ein Stechviehhändler, ein Tischler, ein Uhrmacher, drei Viktualienhändler, ein Wagner, ein Weinsensal, ein Zementwarenhersteller und mehrere Landwirte ansässig.

### Einwohnerentwicklung
Seit 1991 bleibt die Bevölkerungszahl konstant, da die negative Geburtenbilanz durch eine positive Wanderungsbilanz aufgehoben wird.
| Hadres: Einwohnerzahlen von 1869 bis 2025           | Hadres: Einwohnerzahlen von 1869 bis 2025 | Hadres: Einwohnerzahlen von 1869 bis 2025 | Hadres: Einwohnerzahlen von 1869 bis 2025 | Hadres: Einwohnerzahlen von 1869 bis 2025 |
| --------------------------------------------------- | ----------------------------------------- | ----------------------------------------- | ----------------------------------------- | ----------------------------------------- |
| Jahr                                                |                                           |                                           |                                           | Einwohner                                 |
| 1869                                                | 1869                                      |                                           | 3.825                                     | 3.825                                     |
| 1880                                                | 1880                                      |                                           | 4.115                                     | 4.115                                     |
| 1890                                                | 1890                                      |                                           | 4.540                                     | 4.540                                     |
| 1900                                                | 1900                                      |                                           | 4.219                                     | 4.219                                     |
| 1910                                                | 1910                                      |                                           | 3.980                                     | 3.980                                     |
| 1923                                                | 1923                                      |                                           | 3.600                                     | 3.600                                     |
| 1934                                                | 1934                                      |                                           | 3.496                                     | 3.496                                     |
| 1939                                                | 1939                                      |                                           | 3.363                                     | 3.363                                     |
| 1951                                                | 1951                                      |                                           | 3.066                                     | 3.066                                     |
| 1961                                                | 1961                                      |                                           | 2.535                                     | 2.535                                     |
| 1971                                                | 1971                                      |                                           | 2.256                                     | 2.256                                     |
| 1981                                                | 1981                                      |                                           | 1.939                                     | 1.939                                     |
| 1991                                                | 1991                                      |                                           | 1.707                                     | 1.707                                     |
| 2001                                                | 2001                                      |                                           | 1.711                                     | 1.711                                     |
| 2011                                                | 2011                                      |                                           | 1.686                                     | 1.686                                     |
| 2021                                                | 2021                                      |                                           | 1.748                                     | 1.748                                     |
| 2025                                                | 2025                                      |                                           | 1.699                                     | 1.699                                     |
| Quelle(n): Statistik Austria, Gebietsstand 1.1.2021 |                                           |                                           |                                           |                                           |

## Kultur und Sehenswürdigkeiten

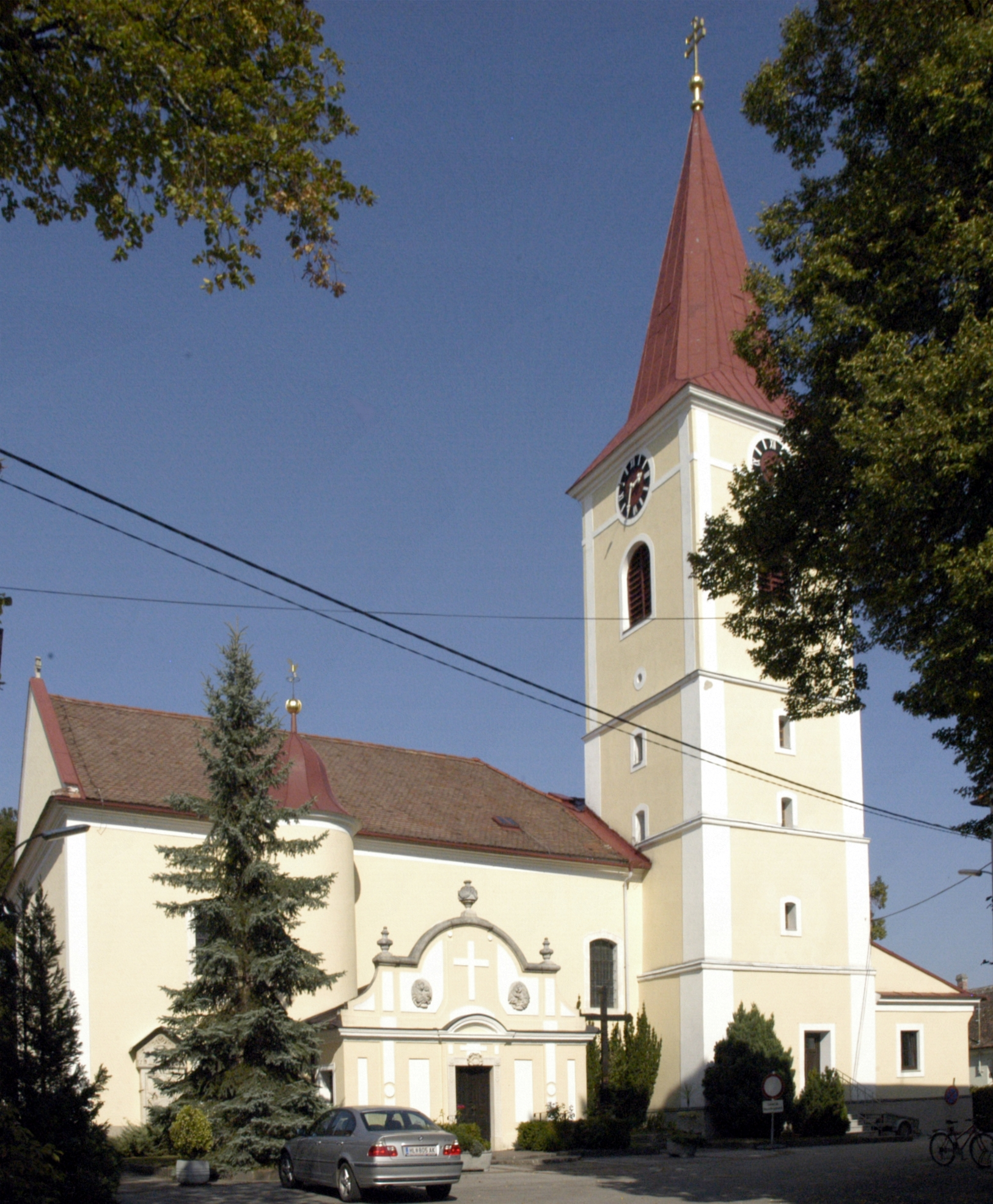
Pfarrkirche Hadres

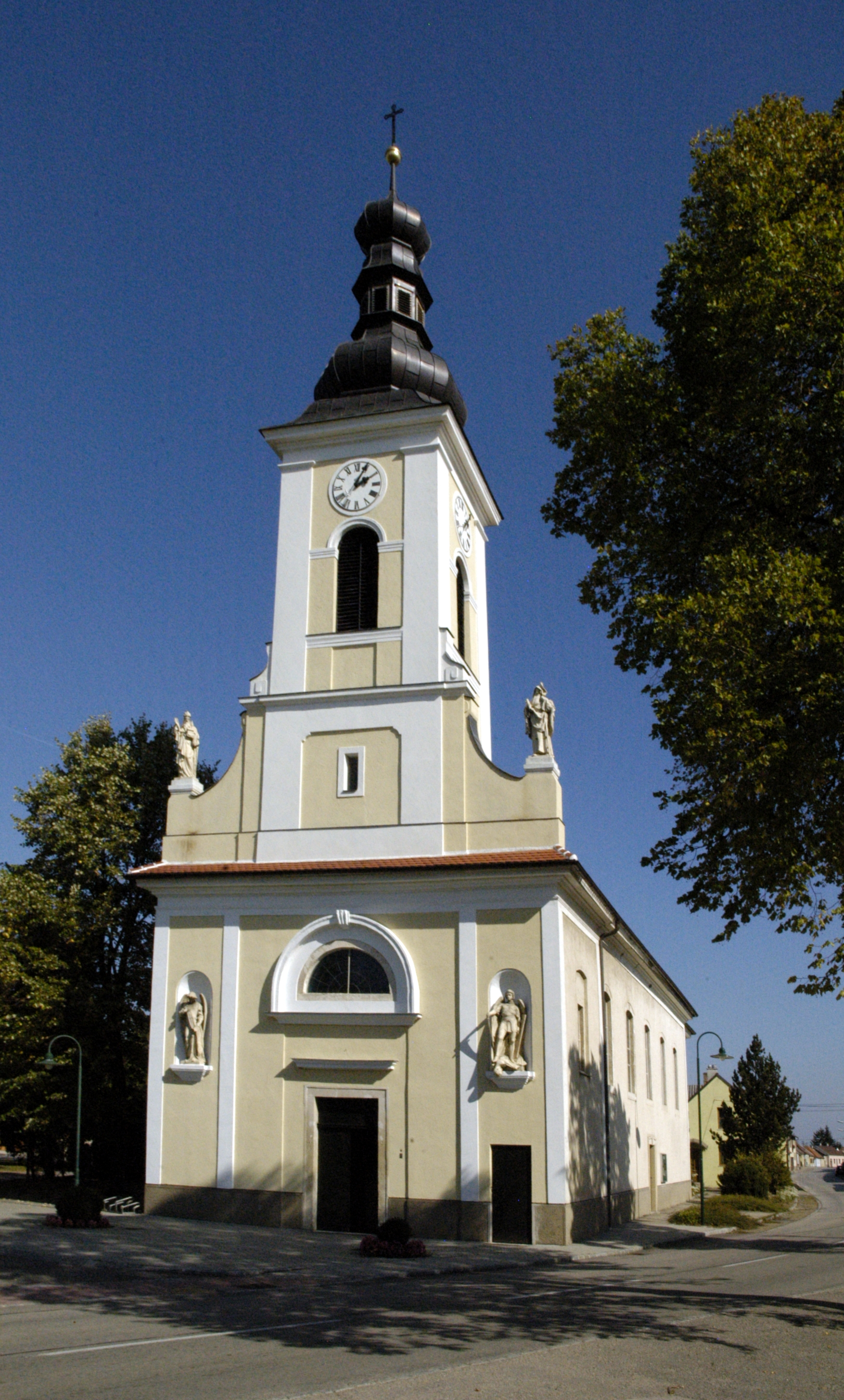
Pfarrkirche Obritz

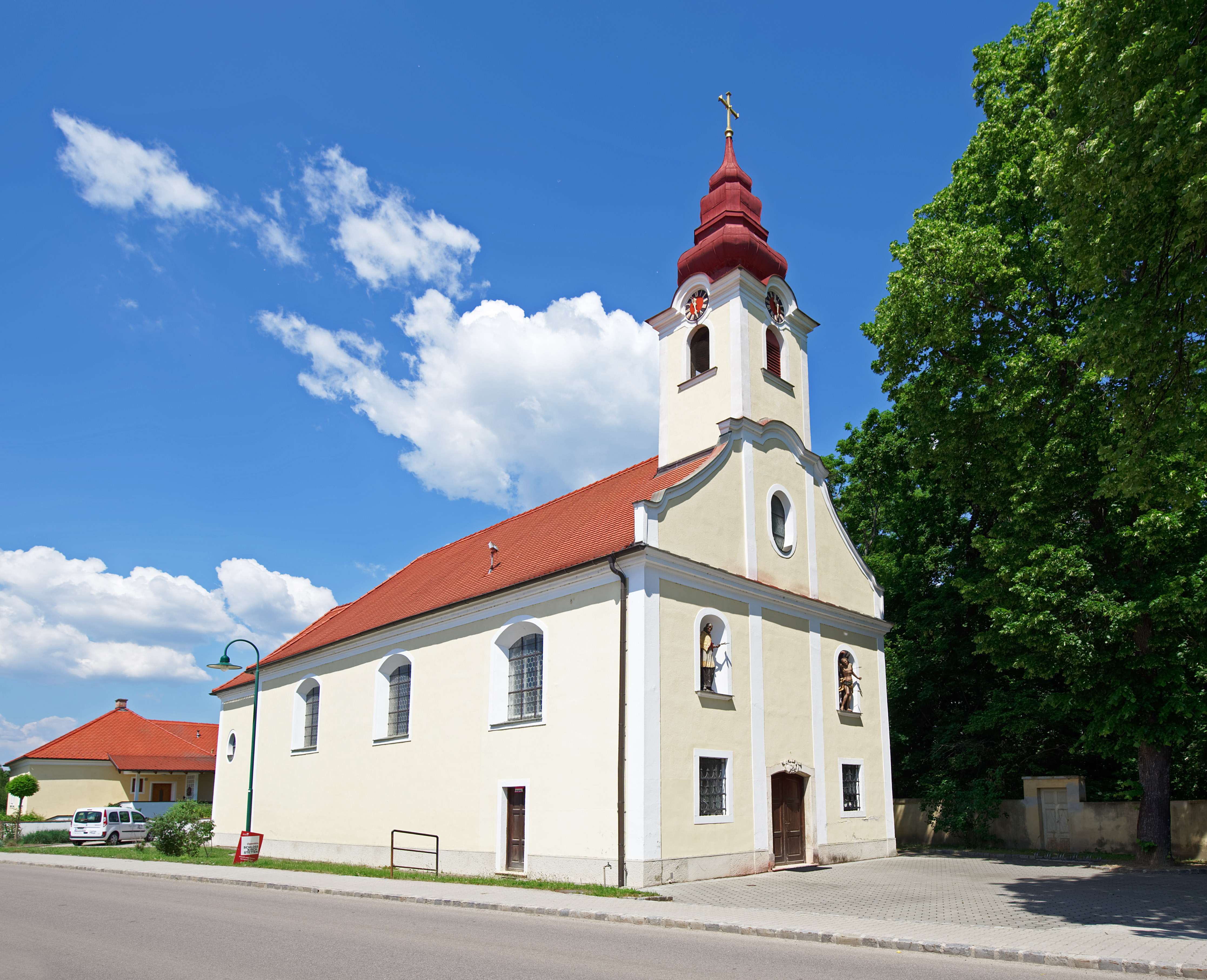
Pfarrkirche Untermarkersdorf

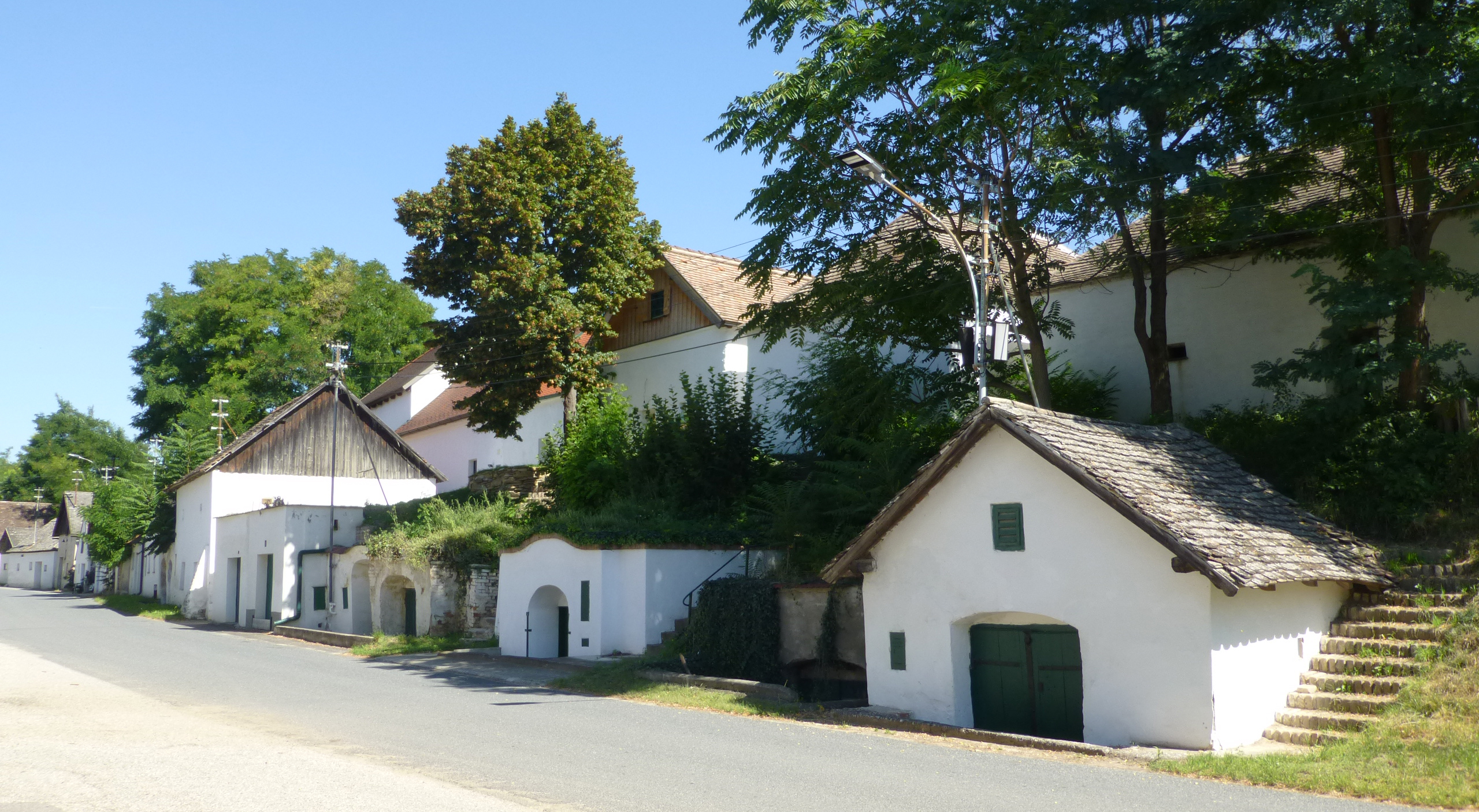
Kellergasse in Hadres

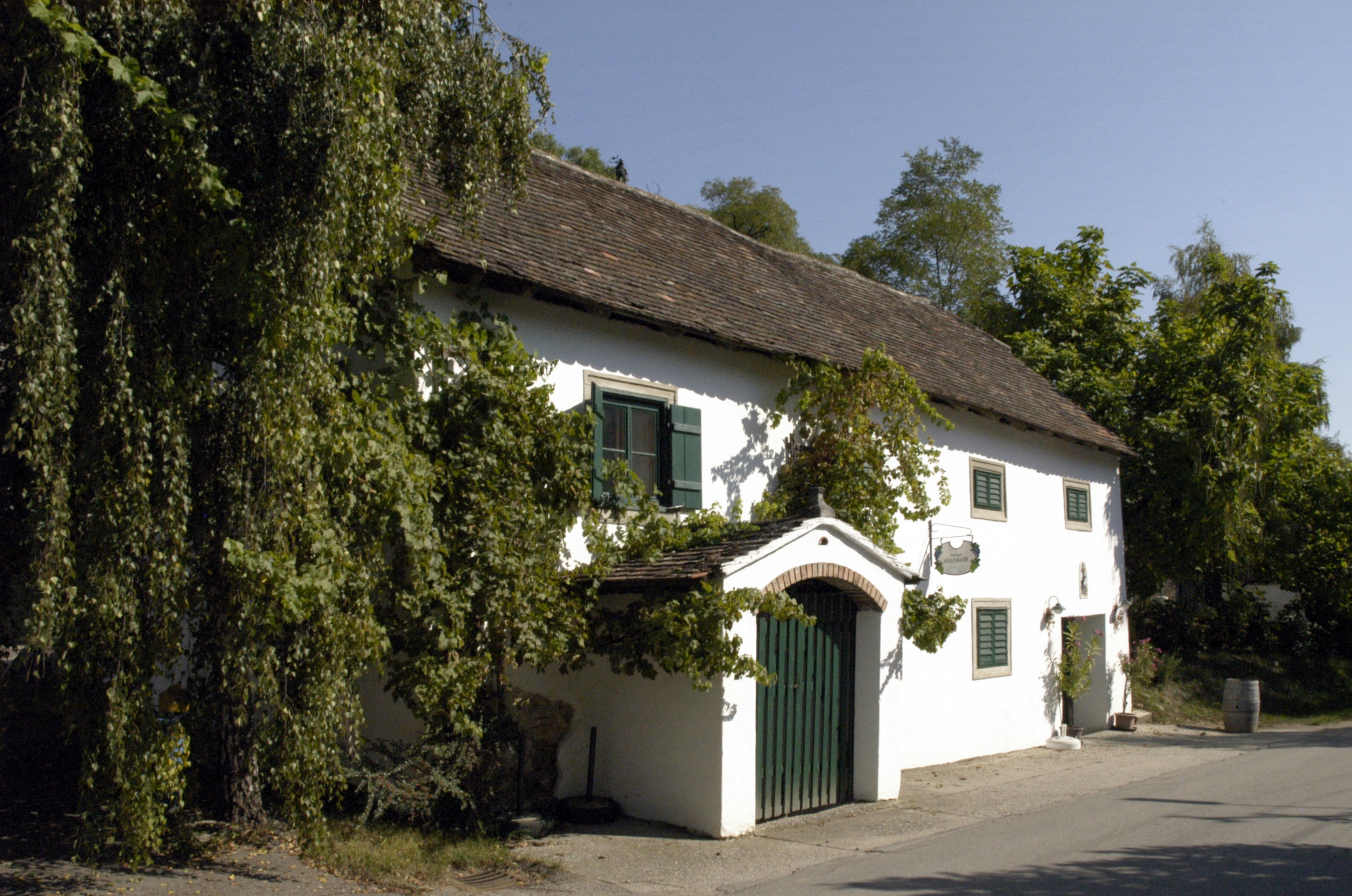
Kellergasse in Untermarkersdorf

- Katholische Pfarrkirche Hadres hl. Michael
- Katholische Pfarrkirche Obritz Mariä Himmelfahrt
- Katholische Pfarrkirche Untermarkersdorf hl. Ägydius

## Wirtschaft und Infrastruktur
Im 18. Jahrhundert erlebte der Weinbau einen Aufschwung. Seither ist er die wirtschaftliche Grundlage der Gemeinde.
Im Jahr 2010 gab es 126 land- und forstwirtschaftliche Betriebe (im Jahr 1999 waren es 253). Davon waren 54 Haupterwerbsbetriebe, die 84 Prozent der Fläche bewirtschafteten. Im Produktionssektor gibt es neun Betriebe, die 34 Arbeitnehmer überwiegend im Bau beschäftigen. Der Dienstleistungssektor gibt mit 56 Betrieben 198 Menschen Arbeit, zum größten Teil im Handel und in sozialen und öffentlichen Dienstleistungen (Stand 2011).

### Öffentliche Einrichtungen
In der Gemeinde gibt es zwei Kindergärten, eine Volksschule und eine Neue Mittelschule.
Für Sicherheit sorgen die Freiwillige Feuerwehr Hadres, die Freiwillige Feuerwehr Obritz und die Freiwillige Feuerwehr Untermarkersdorf.

### Öffentlicher Verkehr
Der Regionalbus Linie 813 verbindet Hadres mehrmals täglich (außer an Sonn- und Feiertagen) mit Hollabrunn und Laa/Thaya.

### Sport
- Die Marktgemeinde Hadres beheimatet zwei Fußballvereine, den UFC Hadres-Markersdorf (2. Klasse Pulkautal) und den UFC Obritz (Gebietsliga Nord/Nordwest). Die Nachwuchsmannschaften beider Vereine spielen in der JHG Nordwest (Jugendhauptgruppe Nordwest) des NÖFV.

## Politik

### Gemeinderat
Der Gemeinderat hat 19 Mitglieder.
- Nach den Gemeinderatswahlen in Niederösterreich 1990 hatte der Gemeinderat folgende Verteilung: 14 ÖVP, 3 SPÖ und 2 FPÖ.
- Nach den Gemeinderatswahlen in Niederösterreich 1995 hatte der Gemeinderat folgende Verteilung: 15 ÖVP, 2 SPÖ und 2 FPÖ.[20]
- Nach den Gemeinderatswahlen in Niederösterreich 2000 hatte der Gemeinderat folgende Verteilung: 16 ÖVP und 3 SPÖ.[21]
- Nach den Gemeinderatswahlen in Niederösterreich 2005 hatte der Gemeinderat folgende Verteilung: 14 ÖVP, 4 SPÖ und 1 FPÖ.[22]
- Nach den Gemeinderatswahlen in Niederösterreich 2010 hatte der Gemeinderat folgende Verteilung: 14 ÖVP und 5 SPÖ.[23]
- Nach den Gemeinderatswahlen in Niederösterreich 2015 hatte der Gemeinderat folgende Verteilung: 13 ÖVP und 6 SPÖ.[24]
- Nach den Gemeinderatswahlen in Niederösterreich 2020 hat der Gemeinderat folgende Verteilung: 14 ÖVP und 5 SPÖ.[25]
- Nach den Gemeinderatswahlen in Niederösterreich 2025 hat der Gemeinderat folgende Verteilung: 13 ÖVP, 4 SPÖ und 2 FPÖ.[26]

### Bürgermeister
- 1960–1990 Josef Fürnkranz (ÖVP)
- 1990–2020 Karl Weber (ÖVP)
- seit 2020 Josef Fürnkranz (ÖVP)[27]

## Persönlichkeiten

### Söhne und Töchter der Gemeinde
- Joachim Hoffmann (1784–1856), österreichischer Komponist und Musiklehrer
- Hans Reither (1874–1941), österreichischer Politiker (SDAP)
- Sepp Autrith (1896–1934), österreichischer Politiker (NSDAP)
- Lois Schiferl (1906–1979), österreichischer Heimatdichter